# Plexippus redimitus
Plexippus redimitus là một loài nhện trong họ Salticidae.
Loài này thuộc chi Plexippus. Plexippus redimitus được Eugène Simon miêu tả năm 1902.